# جولي كوين
جولي كوين (بالفرنسية: Julie Coin)‏ مواليد 2 ديسمبر 1982 في أميان، هي لاعبة كرة مضرب فرنسية سابقة بدأت مسيرتها كمحترفة سنة 1999 وكانت تلعب باليد اليمنى، اعتزلت اللعب في نوفمبر 2015. أعلى تصنيف لها في الفردي كان المركز الـ 60 في سنة 2009. أعلى تصنيف لها في الزوجي كان المركز الـ 49 في سنة 2010.

## روابط خارجية
- جولي كوين على موقع رابطة محترفات التنس (الإنجليزية)
- جولي كوين على موقع الاتحاد الدولي لكرة المضرب (الإنجليزية)
- جولي كوين على موقع كأس بيلي جين كينغ (الإنجليزية)
- جولي كوين على موقع خلاصة التنس.كوم (الإنجليزية)
- جولي كوين على موقع إي إس بي إن.كوم (الإنجليزية)